# 25世纪
| 千纪： | 2千纪 \| 3千纪 \| 4千纪                                                                                              |
| 世纪： | 22世纪 \| 23世纪 \| 24世纪 \| 25世纪 \| 26世纪 \| 27世纪 \| 28世纪                                                   |
| 年代： | 2400年代 \| 2410年代 \| 2420年代 \| 2430年代 \| 2440年代 \| 2450年代 \| 2460年代 \| 2470年代 \| 2480年代 \| 2490年代 |

2401年1月1日至2500年12月31日的这一段期间被称为25世纪。

## 天文现象
- 2419年12月30日世界时1时38分，金星掩天王星。
- 2456年，火星与木星三合。
- 2478年8月29日世界时23时11分，火星掩木星。
- 2490年6月12日，金星中天。
- 2492年5月6日，据比利时天文学家Jean Meeus的断言，太阳系九大行星都将位于一个90度的弧内。上一次这一现象被认为发生于949年2月1日。
- 2498年6月10日，金星中天。

## 科幻作品中的25世纪
《星际争霸》系列的主要剧情设定在25世纪末期至26世纪初期（2499年—2502年）。